# Maximilian Reimann
Pour les articles homonymes, voir Reimann.
Maximilian Reimann, né le 7 mai 1942 à Laufenburg, est une personnalité politique suisse membre de l'Union démocratique du centre (UDC).

## Biographie

### Études
Maximilian Reimann grandit à Frick et a étudié au gymnase cantonal à Aarau. Il étudie ensuite le droit dans les universités de Zurich et de Genève. Il termine ses études en 1970 avec une thèse consacrée aux Fonctions quasi-consulaires et de protection du CICR en dehors des conflits armés et réalisée sous la direction du professeur Dietrich Schindler.

### Parcours professionnel
Pendant ses études, il travaille comme journaliste dans une agence de presse à Zurich. En 1969, il est délégué du CICR à Gaza et dans la péninsule du Sinaï. En 1970-1971, il travaille comme journaliste au département de l'information de la Télévision suisse. Il reste ensuite collaborateur à temps partiel du service des sports de cette entreprise jusqu'à son élection au Conseil national en 1987. De 1972 à 1982, il est directeur financier dans une entreprise exportatrice dans le domaine des machines. En 1982, il se met à son compte en tant que juriste et conseiller dans la gestion de fortune.
Il a par ailleurs servi comme capitaine dans l'armée suisse, dans le service presse et radiodiffusion.

### Carrière politique
D'abord membre du Parti démocrate-chrétien (PDC), Maximilian Reimann est élu en 1978 à l'exécutif de la commune de Gipf-Oberfrick où il reste jusqu'en 1985. Il quitte parti après qu'il n'ait pas été retenu parmi les candidats au Conseil national pour les élections fédérales de 1983. Il rejoint alors l'Union démocratique du centre (UDC).
Il préside la section de l'UDC du district de Laufenburg, dans le canton d'Argovie, de 1985 à 2000. En 1987, il se présente aux élections fédérales et est élu conseiller national. Il y reste jusqu'en 1995, date à laquelle il est élu au Conseil des États où il siège jusqu'en 2011. Cette année-là, l'UDC lui préfère Ulrich Giezendanner pour l'élection au Conseil des États et Reimann se porte alors à nouveau candidat au Conseil national. Il est élu et y reste jusqu'en 2019. En 2019, l'UDC ne souhaite plus non plus le présenter au Conseil national. Il crée alors sa propre liste électorale (TEAM 65+ - Liste argovienne des séniors), mais n'est pas élu.
De 1999 à 2001, il préside la Commission des institutions politiques du Conseil des États, puis, de 2001 à 2003, la Commission de politique extérieur. Dans le cadre de ces mandats parlementaires, il a plusieurs rôles à l'Assemblée parlementaire du Conseil de l'Europe, présidant notamment la délégation suisse de 2007 à 2010.
Il est membre de l'Action pour une Suisse indépendante et neutre.

### Famille
Il est l'oncle du conseiller national Lukas Reimann.